# Ізобутилен

Структурна формула ізобутилену

скелетна формула ізобутилену

І́зобутиле́н (ізобутен, 2-метилпропен) — ненасичений вуглеводень ряду алкенів, з хімічною формулою (СH3)2C=CH2.
Ізобутилен був синтезований в 1868 році О. М. Бутлеровим шляхом дегідратації третинного бутилового спирту.

## Фізичні властивості
Агрегатний стан: безбарвний газ;
Густина: 0,5942 г/см3
Молекулярна маса: 56,11;
Температура плавлення: -140,337 °C;
Температура кипіння: -6,896 °C;
Показник заломлення n25
D: 1,3814;
Критична температура: 144,75 °C;
Критичне тиск: 4,0003 МПа;
Критична густина: 0,235 г/см3;

## Отримання
У промисловості ізобутилен отримують дегідруванням ізобутану на окисних каталізаторах (наприклад, Cr3O3 на Al2O3) при 500—600 °C, або дегідратацією ізобутилового спирту.

## Хімічні властивості

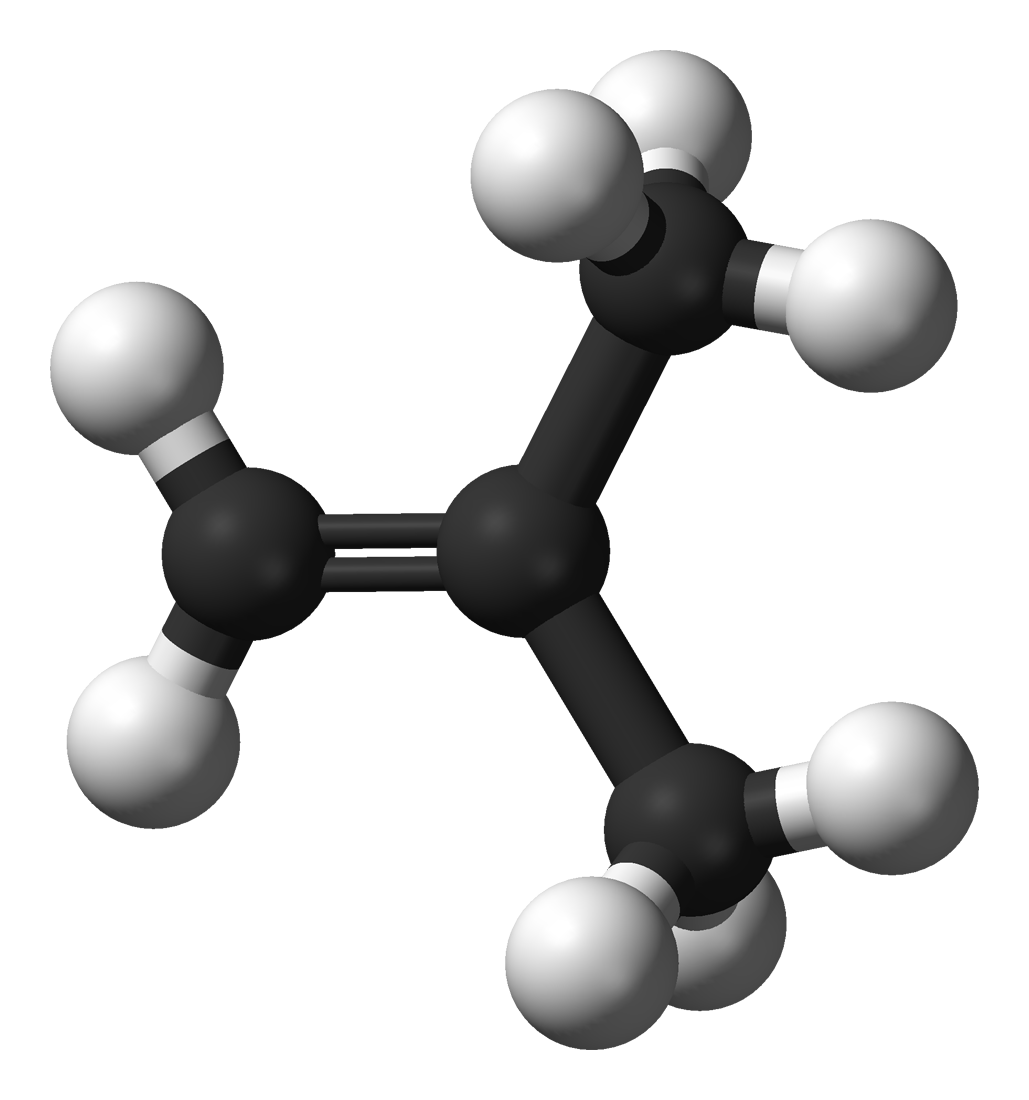
3D-модель ізобутилену

Може приєднувати воду в присутності кислот (найчастіше, сульфатної) з утворенням трет-бутанолу. Реакція проходить поетапно: спочатку молекула приєднує протон, утворюючи трет-бутиловий карбокатіон. Потім приєднується молекула води, утворюючи оксонієвий катіон. Далі протон відривається, залишаючи трет-бутанол.
При нагріванні в кислому середовищі з фторидом бору приєднує спирти з утворенням трет-бутилових етерів.
Може алкілюватися ізобутаном у приcутності сульфатної кислоти з утворенням 2,2,4-триметилпентану. В цій реакції теж спочатку приєднується протон. Далі приєднується ще одна молекула ізобутилену, утворюючи димерний карбокатіон. Потім від молекули ізобутану відривається негативний іон гідрогену, перетворюючи її в карбокатіон, та приєднується до димерного карбокатіону, утворюючи 2,2,4-триметилпентан. Карбокатіон, що утворився, взаємодіє з новою молекулою ізобутилену, і процес повторюється.
Може окиснюватися під дією сильних окисників (перманганату калію, дихромату калію, нітратної кислоти) до кетонів та альдегідів, які, в свою чергу, можуть окиснитися до карбонових кислот.

## Застосування
Здатність ізобутилену полімеризуватися і сополімеризуватися використовують у виробництві поліізобутилену і бутилкаучуку.
Ізобутилен застосовують також для алкілування ароматичних сполук та ізобутану з метою отримання ізооктану.